# MicroAce
Microace MicroAce (MicroAce) је био кућни рачунар фирме Microace који је почео да се производи у Сједињеним Америчким Државама од 1980. године.
Користио је Z80 као микропроцесор. RAM меморија рачунара је имала капацитет од 1 KB, 901 бајтова слободно (до 2 KB на плочи). 
Рачунар MicroAce је био нелиценцирана копија рачунара Sinclair ZX80.

## Детаљни подаци
Детаљнији подаци о рачунару MicroAce су дати у табели испод.
|                       |                                                  |
| [ 1 ]                 |                                                  |
| Произвођач            |                                                  |
| Тип                   | кућни рачунар                                    |
| Меморија              | 1 KB, 901 бајтова слободно (до 2 на плочи)       |
| Поријекло             | Сједињене Америчке Државе                        |
| Година                | 1980                                             |
| Тастатура             | мембранска тастатура, 40 тастера, 1 SHIFT тастер |
| Процесор              |                                                  |
| Фреквенција процесора | 3,25                                             |
| RAM                   | 1 KB, 901 бајтова слободно (до 2 на плочи)       |
| ROM                   | 4 KB                                             |
| Текст                 | 32 знакова x 22 линија                           |
| Графика               | 64 x 44 тачака                                   |
| Боја                  | једна боја                                       |
| Звук                  | нема                                             |
| Димензије             | непознато                                        |
| Портови               |                                                  |
| Оперативни систем     |                                                  |